# پرچم باربادوس
پرچم باربادوس برای اولین بار در ۱۹۶۶ به رسمیت شناخته شد. به‌عنوان پرچم ملی و نشان غیر نظامی شناخته می‌شود و همچنین دارای تناسب ۲:۳ می‌باشد. در میان این پرچم یک نیزه سه‌شاخ سیاه قرار دارد که رنگ سیاه آن به معنای آفریقایی بودن اجداد مردم این جزایر است.